# خدا را باور داریم

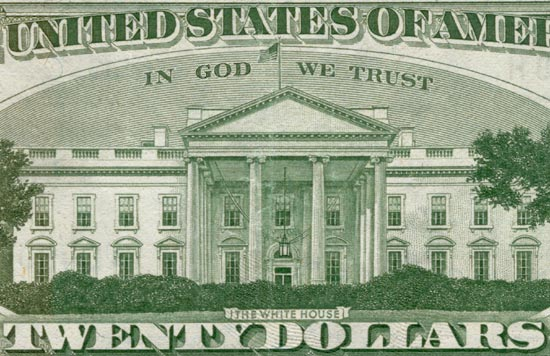
عبارت «In God We Trust» روی اسکناس ۲۰ دلاری ایالات متحده

خدا را باور داریم (به انگلیسی: In God We Trust) شعار رسمی ایالات متحده از سال ۱۹۵۶ است. در این سال، این عبارت با تصویب قانونی در کنگرهٔ ۸۴ام ایالات متحده رسماً به عنوان شعار ملی ایالات متحده انتخاب شد. این عبارت شعار ایالت فلوریدا نیز می‌باشد. این عبارت از سال ۱۸۶۴ تا اکنون بر روی سکه‌های ایالات متحده و از سال ۱۹۵۷ بر روی اسکناس‌های ایالات متحده نقش بسته است.
خاستگاه این عبارت بلاشک از انجیل است، زیرا خودش یا مشتقاتش در بسیاری از مناجات‌های انجیل آمده‌است. این عبارت در بسیاری از ثناگویی‌ها یا سرودهای میهن‌پرستانه به کار رفته‌است. بند آخر پرچم پرستاره که در سال ۱۸۱۴ توسط فرانسیس اسکات کی نوشته شد و بعداً به عنوان سرود ملی ایالات متحده انتخاب شد؛ به یکی از مشتقات آن اشاره دارد: «... و این شعار ماست: توکل ما به خداست»
این عبارت برای اولین بار در سال ۱۸۶۴ بر روی سکهٔ دو سنتی به کار برده شد و در سال ۱۸۶۶ بر روی ۵ سنتی نیکل، ربع دلار، نیم دلار، دلار نقره‌ای و دلار طلایی ظاهر گشت. قانونی که در سال ۱۸۶۵ تصویب شده بود، اجازه استفاده از این عبارت را بر روی سکه‌ها می‌داد. به موجب قانونی که در ۱۸۷۳ تصویب شد، استفاده از این عبارت بر روی سکه‌ها مجاز بود ولی اجباری نبود. از چندین قانون به عنوان قانونی که استفاده از شعار بر روی سکه‌ها را الزام‌آور می‌کند، یاد می‌کنند ولی بیشتر، قانون ۱۸ مهٔ ۱۹۰۸ بدین منظور در نظر گرفته می‌شود (با وجود این‌که سنت و نیکل از این قانون مستثنا شدند و این شعار تا سال ۱۹۳۸ بر روی نیکل نقش نبست). از سال ۱۹۳۸ این شعار بر روی همهٔ سکه‌ها نوشته می‌شود.
در ۱۱ ژوئیه ۱۹۵۴، درست یک ماه بعد از آن‌که عبارت «ذیل پروردگار» به تعهد تابعیت افزوده شد؛ کنگره ایالات متحده قانون عمومی ۱۴۰-۸۴ را تصویب کرد که به موجب آن شعار می‌بایست بر روی کلیهٔ سکه‌ها و اسکناس‌های ایالات متحده به کار رود. این قانون در ۳۰ ژوئیهٔ ۱۹۵۶ توسط رئیس‌جمهور آیزنهاور تایید شد و شعار بین ۱۹۵۷ تا ۱۹۶۶ به مرور به اسکناس‌های ایالات متحده افزوده شد.